# 均如
均如（韓語：균여，923年—973年），高丽王朝初期佛教僧人。俗家姓边，原籍黄州。
十五岁时拜识贤为师，后在灵通寺义顺門下修道。调解義湘開創北地浮石寺的希郎門下，与观惠開創南岳智異山門下的宗派关系。高丽光宗将其迎入松岳归法寺。重視乡歌，著有《普賢十願歌》，为十一首乡歌构成，在歌中融进佛理。另注释有智儼《捜玄方軌記》十卷、《孔目章記》八卷、《五十要問答記》二卷、義湘《一乘法界图圆通記》二卷、《十句章記》一卷、《入法界品抄記》二卷、法藏《探玄記释》《教分記释》《旨归章記》《三宝章記》等。